# اسنایدر (نیویورک)
اسنایدر (به انگلیسی: Snyder) یک منطقهٔ مسکونی در ایالات متحده آمریکا است که در نیویورک واقع شده‌است. اسنایدر ۱۳٬۸۷۵ نفر جمعیت دارد و ۲۰۵٫۱۳ متر بالاتر از سطح دریا واقع شده‌است.